# О-Ива
О-Ива (Oiwa, お岩, おいわ) — персонаж (ёкай) японской легенды.

## Легенда
О-ива была замужем за самураем по имени Иэмон. Брак оказался несчастливым, потому что Иэмон был вором и кутилой. Однажды О-ива решила уйти от мужа и вернуться в дом своей семьи. Иэмон последовал за ней, но его остановил отец О-ивы — Ёцуя Самон. Самон знал о проступках Иэмона и потребовал, чтобы тот развёлся с О-ивой. Иэмон выхватил меч и убил Самона. Затем он вернулся к О-иве и объяснив, что какой-то незнакомец убил её отца на дороге. Он умолял её помириться и обещал отомстить за смерть Самона.
Спустя некоторое время О-ива родила сына. После родов она заболела, и Иэмон стал злиться на неё. Их соседом был богатый врач Ито Кихэй. Его красавица-внучка, О-умэ, влюбилась в Иэмона и захотела выйти за него замуж. Доктор, любя свою внучку и желая ей помочь внучке, прописал О-иве мазь, которая якобы должна помочь от болезни, но на самом деле это была ядом, который изуродовал лицо О-ивы. При виде обезображенного лица О-ивы Иэмон возненавидел её. Кихэй предложил Иэмону развестись и жениться на его внучке, пообещав всё своё богатство в наследство. Иэмон согласился. Чтобы достать нужное количество денег для женитьбы на О-умэ, Иэмон начал закладывать имущество О-ивы. Поскольку ему требовалась законная причина для развода с женой, Иэмон упросил своего друга Такуэцу изнасиловать О-иву, чтобы потом обвинить её в супружеской неверности.
В назначенную ночь Такуэцу проник в дом, однако, увидев лицо О-ивы, так испугался, что отказался от замысла, признался ей в своём плане и показал ей зеркало. О-ива пришла в ужас, увидев своё лицо. Она попыталась прикрыть его, расчесав волосы, но они стали выпадать большими окровавленными клочьями. Обезумевшая О-ива схватила лежащий рядом меч и вонзила его себе в горло. Истекая кровью и умирая, она прокляла Иэмона.
Узнав о её смерти, Иэмон обрадовался. Слуга, сообщивший эту новость, стал подозревать Иэмона, и Иэмон убил его, а затем сбросил тела слуги и О-ивы в реку, солгав, что они спали вместе. После этого он стал свободен и мог жениться на О-умэ.
В первую брачную ночь Иэмон увидел обезображенное лицо О-ивы. Он схватил меч и ударил им призрака. Оказалось, что он убил не О-иву, а О-умэ, свою молодую жену. Иэмон бросился в соседний дом к своему тестю, но там столкнулся с призраком убитого слуги. Иэмон вновь ударил мечом, но когда иллюзия рассеялась, он увидел труп Ито Кихэя.
После этого Иэмон скрылся в ночи, но онрё (мстительный дух) О-ивы преследовал его — в том числе во снах и в отражениях бумажных фонарей, освещавших дорогу. Иэмон бежал в горы и спрятался в уединённой хижине. Однако О-ива преследовала его и там. Не способный отличать кошмар от реальности, Иэмон сошёл с ума.
Реальная О-ива умерла в 1636 году. Согласно легенде, она до сих пор посещает места, где когда-то жила. Многие таинственные несчастья и смерти, случавшиеся во время постановок (театральных, кино- и телеадаптаций), приписывались проклятию призрака О-ивы.
Множество раз предпринимались попытки успокоить разгневанный дух О-Ивы. На месте дома её семьи в Ёцуя были возведены небольшое святилище и храм, посвящённые О-иве. После пожара, разрушившего святилище в 1879 году, его перенесли в другую часть Токио. Это святилище снова было разрушено во время бомбардировок Второй мировой войны. После войны новое святилище, а также его первоначальное расположение в Ёцуя, были восстановлены. Настоящей могилой О-ивы повсеместно считается надгробие в Мёгё-дзи, Сугамо, Токио. По традиции, съёмочные группы и актёры, собираясь ставить сюжет «Ёцуя Кайдан», посещают могилу О-ивы, выражая ей своё почтение.